# 2001年のアメリカンリーグチャンピオンシップシリーズ
2001年の野球において、メジャーリーグベースボール（MLB）のポストシーズンは10月9日に開幕した。アメリカンリーグの第32回リーグチャンピオンシップシリーズ（英語: 32nd American League Championship Series、以下「リーグ優勝決定戦」と表記）は、17日から22日にかけて計5試合が開催された。その結果、ニューヨーク・ヤンキース（東地区）がシアトル・マリナーズ（西地区）を4勝1敗で下し、4年連続38回目のリーグ優勝およびワールドシリーズ進出を果たした。
両球団がポストシーズンで対戦するのは、前年のリーグ優勝決定戦に次いで2年連続3度目。この年のレギュラーシーズンでは両球団は9試合対戦し、マリナーズが6勝3敗と勝ち越していた。ヤンキースは、1998年から続くアメリカンリーグ連覇を4に伸ばした。これは1960年から1964年にかけてのヤンキースが5連覇を達成して以来の記録となる。一方のマリナーズは、レギュラーシーズンで歴代最多タイとなる116勝を挙げながら、ワールドシリーズ進出を逃した。レギュラーシーズン勝率が低いほうの球団が制したポストシーズンのシリーズとしては、今シリーズの勝率差122ポイントは当時歴代2位の大きさだった。シリーズMVPには、初戦で8イニングを1失点に抑えて勝利投手となるなど、2試合14.1イニングで2勝0敗・防御率2.51という成績を残したヤンキースのアンディ・ペティットが選出された。しかしヤンキースは、ワールドシリーズではナショナルリーグ王者アリゾナ・ダイヤモンドバックスに3勝4敗で敗れ、4年連続27度目の優勝を逃した。

## 試合結果
2001年のアメリカンリーグ優勝決定戦は10月17日に開幕し、途中に移動日を挟んで6日間で5試合が行われた。日程・結果は以下の通り。
| 日付                                                     | 試合  | ビジター球団（先攻）     | スコア | ホーム球団（後攻）       | 開催球場             | 開催球場                                 |
| -------------------------------------------------------- | ----- | ------------------------ | ------ | ------------------------ | -------------------- | ---------------------------------------- |
| 10月17日（水）                                           | 第1戦 | ニューヨーク・ヤンキース | 4－2   | シアトル・マリナーズ     | セーフコ・フィールド | セーフコ・フィールドヤンキー・スタジアム |
| 10月18日（木）                                           | 第2戦 | ニューヨーク・ヤンキース | 3－2   | シアトル・マリナーズ     | セーフコ・フィールド | セーフコ・フィールドヤンキー・スタジアム |
| 10月19日（金）                                           |       | 移動日                   | 移動日 | 移動日                   |                      | セーフコ・フィールドヤンキー・スタジアム |
| 10月20日（土）                                           | 第3戦 | シアトル・マリナーズ     | 14－3  | ニューヨーク・ヤンキース | ヤンキー・スタジアム | セーフコ・フィールドヤンキー・スタジアム |
| 10月21日（日）                                           | 第4戦 | シアトル・マリナーズ     | 1－3x  | ニューヨーク・ヤンキース | ヤンキー・スタジアム | セーフコ・フィールドヤンキー・スタジアム |
| 10月22日（月）                                           | 第5戦 | シアトル・マリナーズ     | 3－12  | ニューヨーク・ヤンキース | ヤンキー・スタジアム | セーフコ・フィールドヤンキー・スタジアム |
| 優勝：ニューヨーク・ヤンキース（4勝1敗 / 4年連続38度目） |       |                          |        |                          |                      | セーフコ・フィールドヤンキー・スタジアム |

### 第1戦 10月17日
- セーフコ・フィールド（ワシントン州シアトル）

|                          | 1 | 2 | 3 | 4 | 5 | 6 | 7 | 8 | 9 | R | H | E |
| ------------------------ | - | - | - | - | - | - | - | - | - | - | - | - |
| ニューヨーク・ヤンキース | 0 | 1 | 0 | 2 | 0 | 0 | 0 | 0 | 1 | 4 | 9 | 0 |
| シアトル・マリナーズ     | 0 | 0 | 0 | 0 | 1 | 0 | 0 | 0 | 1 | 2 | 4 | 0 |

1. 勝利：アンディ・ペティット（1勝）
2. セーブ：マリアノ・リベラ（1S）
3. 敗戦：アーロン・シーリー（1敗）
4. 本塁打
NYY：ポール・オニール1号2ラン
5. 審判
［球審］エド・モンタギュー
［塁審］一塁: ウォーリー・ベル、二塁: ゲイリー・シダーストロム、三塁: チャーリー・レリフォード
［外審］左翼: ジョン・シュロック、右翼: ティム・ウェルキー
6. 夜間試合  試合時間: 3時間6分  観客: 4万7644人  気温: 53°F（11.7°C）
詳細: MLB.com Gameday / Baseball-Reference.com

| ニューヨーク・ヤンキース | ニューヨーク・ヤンキース | ニューヨーク・ヤンキース | ニューヨーク・ヤンキース | ニューヨーク・ヤンキース | シアトル・マリナーズ | シアトル・マリナーズ | シアトル・マリナーズ | シアトル・マリナーズ | シアトル・マリナーズ                                                                                            |
| ------------------------ | ------------------------ | ------------------------ | ------------------------ | --- | -------------------- | -------------------- | -------------------- | -------------------- | --- |
| 打順                     | 守備                     | 選手                     | 打席                     | A・ペティットJ・ポサダT・マルティ · ネスA・ソリアーノS・ブロシアスD・ジーターC・ノブロックB・ウィリアムスP・オニールD・ジャスティス | 打順                 | 守備                 | 選手                 | 打席                 | A・シーリーD・ウィルソンJ・オルルドB・ブーンD・ベルC・ギーエンJ・ビューナーM・キャメロンイチローE・マルティネス |
| 1                        | 左                       | C・ノブロック            | 右                       | A・ペティットJ・ポサダT・マルティ · ネスA・ソリアーノS・ブロシアスD・ジーターC・ノブロックB・ウィリアムスP・オニールD・ジャスティス | 1                    | 右                   | イチロー             | 左                   | A・シーリーD・ウィルソンJ・オルルドB・ブーンD・ベルC・ギーエンJ・ビューナーM・キャメロンイチローE・マルティネス |
| 2                        | 遊                       | D・ジーター              | 右                       | A・ペティットJ・ポサダT・マルティ · ネスA・ソリアーノS・ブロシアスD・ジーターC・ノブロックB・ウィリアムスP・オニールD・ジャスティス | 2                    | 遊                   | C・ギーエン          | 両                   | A・シーリーD・ウィルソンJ・オルルドB・ブーンD・ベルC・ギーエンJ・ビューナーM・キャメロンイチローE・マルティネス |
| 3                        | DH                       | D・ジャスティス          | 左                       | A・ペティットJ・ポサダT・マルティ · ネスA・ソリアーノS・ブロシアスD・ジーターC・ノブロックB・ウィリアムスP・オニールD・ジャスティス | 3                    | 二                   | B・ブーン            | 右                   | A・シーリーD・ウィルソンJ・オルルドB・ブーンD・ベルC・ギーエンJ・ビューナーM・キャメロンイチローE・マルティネス |
| 4                        | 中                       | B・ウィリアムス          | 両                       | A・ペティットJ・ポサダT・マルティ · ネスA・ソリアーノS・ブロシアスD・ジーターC・ノブロックB・ウィリアムスP・オニールD・ジャスティス | 4                    | DH                   | E・マルティネス      | 右                   | A・シーリーD・ウィルソンJ・オルルドB・ブーンD・ベルC・ギーエンJ・ビューナーM・キャメロンイチローE・マルティネス |
| 5                        | 一                       | T・マルティネス          | 左                       | A・ペティットJ・ポサダT・マルティ · ネスA・ソリアーノS・ブロシアスD・ジーターC・ノブロックB・ウィリアムスP・オニールD・ジャスティス | 5                    | 中                   | M・キャメロン        | 右                   | A・シーリーD・ウィルソンJ・オルルドB・ブーンD・ベルC・ギーエンJ・ビューナーM・キャメロンイチローE・マルティネス |
| 6                        | 捕                       | J・ポサダ                | 両                       | A・ペティットJ・ポサダT・マルティ · ネスA・ソリアーノS・ブロシアスD・ジーターC・ノブロックB・ウィリアムスP・オニールD・ジャスティス | 6                    | 一                   | J・オルルド          | 左                   | A・シーリーD・ウィルソンJ・オルルドB・ブーンD・ベルC・ギーエンJ・ビューナーM・キャメロンイチローE・マルティネス |
| 7                        | 右                       | P・オニール              | 左                       | A・ペティットJ・ポサダT・マルティ · ネスA・ソリアーノS・ブロシアスD・ジーターC・ノブロックB・ウィリアムスP・オニールD・ジャスティス | 7                    | 左                   | J・ビューナー        | 右                   | A・シーリーD・ウィルソンJ・オルルドB・ブーンD・ベルC・ギーエンJ・ビューナーM・キャメロンイチローE・マルティネス |
| 8                        | 三                       | S・ブロシアス            | 右                       | A・ペティットJ・ポサダT・マルティ · ネスA・ソリアーノS・ブロシアスD・ジーターC・ノブロックB・ウィリアムスP・オニールD・ジャスティス | 8                    | 捕                   | D・ウィルソン        | 右                   | A・シーリーD・ウィルソンJ・オルルドB・ブーンD・ベルC・ギーエンJ・ビューナーM・キャメロンイチローE・マルティネス |
| 9                        | 二                       | A・ソリアーノ            | 右                       | A・ペティットJ・ポサダT・マルティ · ネスA・ソリアーノS・ブロシアスD・ジーターC・ノブロックB・ウィリアムスP・オニールD・ジャスティス | 9                    | 三                   | D・ベル              | 右                   | A・シーリーD・ウィルソンJ・オルルドB・ブーンD・ベルC・ギーエンJ・ビューナーM・キャメロンイチローE・マルティネス |
| 先発投手                 | 先発投手                 | 先発投手                 | 投球                     | A・ペティットJ・ポサダT・マルティ · ネスA・ソリアーノS・ブロシアスD・ジーターC・ノブロックB・ウィリアムスP・オニールD・ジャスティス | 先発投手             | 先発投手             | 先発投手             | 投球                 | A・シーリーD・ウィルソンJ・オルルドB・ブーンD・ベルC・ギーエンJ・ビューナーM・キャメロンイチローE・マルティネス |
| A・ペティット            | A・ペティット            | A・ペティット            | 左                       | A・ペティットJ・ポサダT・マルティ · ネスA・ソリアーノS・ブロシアスD・ジーターC・ノブロックB・ウィリアムスP・オニールD・ジャスティス | A・シーリー          | A・シーリー          | A・シーリー          | 右                   | A・シーリーD・ウィルソンJ・オルルドB・ブーンD・ベルC・ギーエンJ・ビューナーM・キャメロンイチローE・マルティネス |

### 第2戦 10月18日
- セーフコ・フィールド（ワシントン州シアトル）

|                          | 1 | 2 | 3 | 4 | 5 | 6 | 7 | 8 | 9 | R | H | E |
| ------------------------ | - | - | - | - | - | - | - | - | - | - | - | - |
| ニューヨーク・ヤンキース | 0 | 3 | 0 | 0 | 0 | 0 | 0 | 0 | 0 | 3 | 9 | 1 |
| シアトル・マリナーズ     | 0 | 0 | 0 | 2 | 0 | 0 | 0 | 0 | 0 | 2 | 6 | 0 |

1. 勝利：マイク・ムッシーナ（1勝）
2. セーブ：マリアノ・リベラ（2S）
3. 敗戦：フレディ・ガルシア（1敗）
4. 本塁打
SEA：スタン・ハビアー1号2ラン
5. 審判
［球審］ウォーリー・ベル
［塁審］一塁: ゲイリー・シダーストロム、二塁: チャーリー・レリフォード、三塁: ジョン・シュロック
［外審］左翼: ティム・ウェルキー、右翼: エド・モンタギュー
6. 夜間試合  試合時間: 3時間25分  観客: 4万7791人  気温: 72°F（22.2°C）
詳細: MLB.com Gameday / Baseball-Reference.com

| ニューヨーク・ヤンキース | ニューヨーク・ヤンキース | ニューヨーク・ヤンキース | ニューヨーク・ヤンキース | ニューヨーク・ヤンキース | シアトル・マリナーズ | シアトル・マリナーズ | シアトル・マリナーズ | シアトル・マリナーズ | シアトル・マリナーズ                                                                                            |
| ------------------------ | ------------------------ | ------------------------ | ------------------------ | --- | -------------------- | -------------------- | -------------------- | -------------------- | --- |
| 打順                     | 守備                     | 選手                     | 打席                     | M・ムッシーナJ・ポサダT・マルティ · ネスA・ソリアーノS・ブロシアスD・ジーターC・ノブロックB・ウィリアムスP・オニールD・ジャスティス | 打順                 | 守備                 | 選手                 | 打席                 | F・ガルシアD・ウィルソンJ・オルルドB・ブーンD・ベルM・マクレモアS・ハビアーM・キャメロンイチローE・マルティネス |
| 1                        | 左                       | C・ノブロック            | 右                       | M・ムッシーナJ・ポサダT・マルティ · ネスA・ソリアーノS・ブロシアスD・ジーターC・ノブロックB・ウィリアムスP・オニールD・ジャスティス | 1                    | 右                   | イチロー             | 左                   | F・ガルシアD・ウィルソンJ・オルルドB・ブーンD・ベルM・マクレモアS・ハビアーM・キャメロンイチローE・マルティネス |
| 2                        | 遊                       | D・ジーター              | 右                       | M・ムッシーナJ・ポサダT・マルティ · ネスA・ソリアーノS・ブロシアスD・ジーターC・ノブロックB・ウィリアムスP・オニールD・ジャスティス | 2                    | 遊                   | M・マクレモア        | 両                   | F・ガルシアD・ウィルソンJ・オルルドB・ブーンD・ベルM・マクレモアS・ハビアーM・キャメロンイチローE・マルティネス |
| 3                        | DH                       | D・ジャスティス          | 左                       | M・ムッシーナJ・ポサダT・マルティ · ネスA・ソリアーノS・ブロシアスD・ジーターC・ノブロックB・ウィリアムスP・オニールD・ジャスティス | 3                    | 二                   | B・ブーン            | 右                   | F・ガルシアD・ウィルソンJ・オルルドB・ブーンD・ベルM・マクレモアS・ハビアーM・キャメロンイチローE・マルティネス |
| 4                        | 中                       | B・ウィリアムス          | 両                       | M・ムッシーナJ・ポサダT・マルティ · ネスA・ソリアーノS・ブロシアスD・ジーターC・ノブロックB・ウィリアムスP・オニールD・ジャスティス | 4                    | DH                   | E・マルティネス      | 右                   | F・ガルシアD・ウィルソンJ・オルルドB・ブーンD・ベルM・マクレモアS・ハビアーM・キャメロンイチローE・マルティネス |
| 5                        | 一                       | T・マルティネス          | 左                       | M・ムッシーナJ・ポサダT・マルティ · ネスA・ソリアーノS・ブロシアスD・ジーターC・ノブロックB・ウィリアムスP・オニールD・ジャスティス | 5                    | 一                   | J・オルルド          | 左                   | F・ガルシアD・ウィルソンJ・オルルドB・ブーンD・ベルM・マクレモアS・ハビアーM・キャメロンイチローE・マルティネス |
| 6                        | 捕                       | J・ポサダ                | 両                       | M・ムッシーナJ・ポサダT・マルティ · ネスA・ソリアーノS・ブロシアスD・ジーターC・ノブロックB・ウィリアムスP・オニールD・ジャスティス | 6                    | 中                   | M・キャメロン        | 右                   | F・ガルシアD・ウィルソンJ・オルルドB・ブーンD・ベルM・マクレモアS・ハビアーM・キャメロンイチローE・マルティネス |
| 7                        | 右                       | P・オニール              | 左                       | M・ムッシーナJ・ポサダT・マルティ · ネスA・ソリアーノS・ブロシアスD・ジーターC・ノブロックB・ウィリアムスP・オニールD・ジャスティス | 7                    | 左                   | S・ハビアー          | 両                   | F・ガルシアD・ウィルソンJ・オルルドB・ブーンD・ベルM・マクレモアS・ハビアーM・キャメロンイチローE・マルティネス |
| 8                        | 三                       | S・ブロシアス            | 右                       | M・ムッシーナJ・ポサダT・マルティ · ネスA・ソリアーノS・ブロシアスD・ジーターC・ノブロックB・ウィリアムスP・オニールD・ジャスティス | 8                    | 捕                   | D・ウィルソン        | 右                   | F・ガルシアD・ウィルソンJ・オルルドB・ブーンD・ベルM・マクレモアS・ハビアーM・キャメロンイチローE・マルティネス |
| 9                        | 二                       | A・ソリアーノ            | 右                       | M・ムッシーナJ・ポサダT・マルティ · ネスA・ソリアーノS・ブロシアスD・ジーターC・ノブロックB・ウィリアムスP・オニールD・ジャスティス | 9                    | 三                   | D・ベル              | 右                   | F・ガルシアD・ウィルソンJ・オルルドB・ブーンD・ベルM・マクレモアS・ハビアーM・キャメロンイチローE・マルティネス |
| 先発投手                 | 先発投手                 | 先発投手                 | 投球                     | M・ムッシーナJ・ポサダT・マルティ · ネスA・ソリアーノS・ブロシアスD・ジーターC・ノブロックB・ウィリアムスP・オニールD・ジャスティス | 先発投手             | 先発投手             | 先発投手             | 投球                 | F・ガルシアD・ウィルソンJ・オルルドB・ブーンD・ベルM・マクレモアS・ハビアーM・キャメロンイチローE・マルティネス |
| M・ムッシーナ            | M・ムッシーナ            | M・ムッシーナ            | 右                       | M・ムッシーナJ・ポサダT・マルティ · ネスA・ソリアーノS・ブロシアスD・ジーターC・ノブロックB・ウィリアムスP・オニールD・ジャスティス | F・ガルシア          | F・ガルシア          | F・ガルシア          | 右                   | F・ガルシアD・ウィルソンJ・オルルドB・ブーンD・ベルM・マクレモアS・ハビアーM・キャメロンイチローE・マルティネス |

### 第3戦 10月20日
- ヤンキー・スタジアム（ニューヨーク州ニューヨーク市ブロンクス区）

|                          | 1 | 2 | 3 | 4 | 5 | 6 | 7 | 8 | 9 | R  | H  | E |
| ------------------------ | - | - | - | - | - | - | - | - | - | -- | -- | - |
| シアトル・マリナーズ     | 0 | 0 | 0 | 0 | 2 | 7 | 2 | 1 | 2 | 14 | 15 | 0 |
| ニューヨーク・ヤンキース | 2 | 0 | 0 | 0 | 0 | 0 | 0 | 1 | 0 | 3  | 7  | 2 |

1. 勝利：ジェイミー・モイヤー（1勝）
2. 敗戦：オーランド・ヘルナンデス（1敗）
3. 本塁打
SEA：ジョン・オルルド1号ソロ、ブレット・ブーン1号2ラン、ジェイ・ビューナー1号ソロ
NYY：バーニー・ウィリアムス1号2ラン
4. 審判
［球審］ゲイリー・シダーストロム
［塁審］一塁: チャーリー・レリフォード、二塁: ジョン・シュロック、三塁: ティム・ウェルキー
［外審］左翼: エド・モンタギュー、右翼: ウォーリー・ベル
5. 試合開始時刻: 東部夏時間（UTC-4）午後4時20分  試合時間: 3時間49分  観客: 5万6517人  気温: 69°F（20.6°C）
詳細: MLB.com Gameday / Baseball-Reference.com

| シアトル・マリナーズ | シアトル・マリナーズ | シアトル・マリナーズ | シアトル・マリナーズ | シアトル・マリナーズ                                                                                            | ニューヨーク・ヤンキース | ニューヨーク・ヤンキース | ニューヨーク・ヤンキース | ニューヨーク・ヤンキース | ニューヨーク・ヤンキース |
| -------------------- | -------------------- | -------------------- | -------------------- | --- | ------------------------ | ------------------------ | ------------------------ | ------------------------ | --- |
| 打順                 | 守備                 | 選手                 | 打席                 | J・モイヤーT・ランプキンJ・オルルドB・ブーンD・ベルM・マクレモアS・ハビアーM・キャメロンイチローE・マルティネス | 打順                     | 守備                     | 選手                     | 打席                     | O・ヘルナンデスJ・ポサダT・マルティ · ネスA・ソリアーノS・ブロシアスD・ジーターC・ノブロックB・ウィリアムスP・オニールD・ジャスティス |
| 1                    | 右                   | イチロー             | 左                   | J・モイヤーT・ランプキンJ・オルルドB・ブーンD・ベルM・マクレモアS・ハビアーM・キャメロンイチローE・マルティネス | 1                        | 左                       | C・ノブロック            | 右                       | O・ヘルナンデスJ・ポサダT・マルティ · ネスA・ソリアーノS・ブロシアスD・ジーターC・ノブロックB・ウィリアムスP・オニールD・ジャスティス |
| 2                    | 遊                   | M・マクレモア        | 両                   | J・モイヤーT・ランプキンJ・オルルドB・ブーンD・ベルM・マクレモアS・ハビアーM・キャメロンイチローE・マルティネス | 2                        | 遊                       | D・ジーター              | 右                       | O・ヘルナンデスJ・ポサダT・マルティ · ネスA・ソリアーノS・ブロシアスD・ジーターC・ノブロックB・ウィリアムスP・オニールD・ジャスティス |
| 3                    | 二                   | B・ブーン            | 右                   | J・モイヤーT・ランプキンJ・オルルドB・ブーンD・ベルM・マクレモアS・ハビアーM・キャメロンイチローE・マルティネス | 3                        | DH                       | D・ジャスティス          | 左                       | O・ヘルナンデスJ・ポサダT・マルティ · ネスA・ソリアーノS・ブロシアスD・ジーターC・ノブロックB・ウィリアムスP・オニールD・ジャスティス |
| 4                    | DH                   | E・マルティネス      | 右                   | J・モイヤーT・ランプキンJ・オルルドB・ブーンD・ベルM・マクレモアS・ハビアーM・キャメロンイチローE・マルティネス | 4                        | 中                       | B・ウィリアムス          | 両                       | O・ヘルナンデスJ・ポサダT・マルティ · ネスA・ソリアーノS・ブロシアスD・ジーターC・ノブロックB・ウィリアムスP・オニールD・ジャスティス |
| 5                    | 一                   | J・オルルド          | 左                   | J・モイヤーT・ランプキンJ・オルルドB・ブーンD・ベルM・マクレモアS・ハビアーM・キャメロンイチローE・マルティネス | 5                        | 一                       | T・マルティネス          | 左                       | O・ヘルナンデスJ・ポサダT・マルティ · ネスA・ソリアーノS・ブロシアスD・ジーターC・ノブロックB・ウィリアムスP・オニールD・ジャスティス |
| 6                    | 左                   | S・ハビアー          | 両                   | J・モイヤーT・ランプキンJ・オルルドB・ブーンD・ベルM・マクレモアS・ハビアーM・キャメロンイチローE・マルティネス | 6                        | 捕                       | J・ポサダ                | 両                       | O・ヘルナンデスJ・ポサダT・マルティ · ネスA・ソリアーノS・ブロシアスD・ジーターC・ノブロックB・ウィリアムスP・オニールD・ジャスティス |
| 7                    | 中                   | M・キャメロン        | 右                   | J・モイヤーT・ランプキンJ・オルルドB・ブーンD・ベルM・マクレモアS・ハビアーM・キャメロンイチローE・マルティネス | 7                        | 右                       | P・オニール              | 左                       | O・ヘルナンデスJ・ポサダT・マルティ · ネスA・ソリアーノS・ブロシアスD・ジーターC・ノブロックB・ウィリアムスP・オニールD・ジャスティス |
| 8                    | 捕                   | T・ランプキン        | 左                   | J・モイヤーT・ランプキンJ・オルルドB・ブーンD・ベルM・マクレモアS・ハビアーM・キャメロンイチローE・マルティネス | 8                        | 三                       | S・ブロシアス            | 右                       | O・ヘルナンデスJ・ポサダT・マルティ · ネスA・ソリアーノS・ブロシアスD・ジーターC・ノブロックB・ウィリアムスP・オニールD・ジャスティス |
| 9                    | 三                   | D・ベル              | 右                   | J・モイヤーT・ランプキンJ・オルルドB・ブーンD・ベルM・マクレモアS・ハビアーM・キャメロンイチローE・マルティネス | 9                        | 二                       | A・ソリアーノ            | 右                       | O・ヘルナンデスJ・ポサダT・マルティ · ネスA・ソリアーノS・ブロシアスD・ジーターC・ノブロックB・ウィリアムスP・オニールD・ジャスティス |
| 先発投手             | 先発投手             | 先発投手             | 投球                 | J・モイヤーT・ランプキンJ・オルルドB・ブーンD・ベルM・マクレモアS・ハビアーM・キャメロンイチローE・マルティネス | 先発投手                 | 先発投手                 | 先発投手                 | 投球                     | O・ヘルナンデスJ・ポサダT・マルティ · ネスA・ソリアーノS・ブロシアスD・ジーターC・ノブロックB・ウィリアムスP・オニールD・ジャスティス |
| J・モイヤー          | J・モイヤー          | J・モイヤー          | 左                   | J・モイヤーT・ランプキンJ・オルルドB・ブーンD・ベルM・マクレモアS・ハビアーM・キャメロンイチローE・マルティネス | O・ヘルナンデス          | O・ヘルナンデス          | O・ヘルナンデス          | 右                       | O・ヘルナンデスJ・ポサダT・マルティ · ネスA・ソリアーノS・ブロシアスD・ジーターC・ノブロックB・ウィリアムスP・オニールD・ジャスティス |

### 第4戦 10月21日
- ヤンキー・スタジアム（ニューヨーク州ニューヨーク市ブロンクス区）

|                          | 1 | 2 | 3 | 4 | 5 | 6 | 7 | 8 | 9  | R | H | E |
| ------------------------ | - | - | - | - | - | - | - | - | -- | - | - | - |
| シアトル・マリナーズ     | 0 | 0 | 0 | 0 | 0 | 0 | 0 | 1 | 0  | 1 | 2 | 0 |
| ニューヨーク・ヤンキース | 0 | 0 | 0 | 0 | 0 | 0 | 0 | 1 | 2x | 3 | 4 | 0 |

1. 勝利：マリアノ・リベラ（1勝2S）
2. 敗戦：佐々木主浩（1敗）
3. 本塁打
SEA：ブレット・ブーン2号ソロ
NYY：バーニー・ウィリアムス2号ソロ、アルフォンソ・ソリアーノ1号2ラン
4. 審判
［球審］チャーリー・レリフォード
［塁審］一塁: ジョン・シュロック、二塁: ティム・ウェルキー、三塁: エド・モンタギュー
［外審］左翼: ウォーリー・ベル、右翼: ゲイリー・シダーストロム
5. 夜間試合  試合時間: 3時間24分  観客: 5万6375人  気温: 68°F（20°C）
詳細: MLB.com Gameday / Baseball-Reference.com

| シアトル・マリナーズ | シアトル・マリナーズ | シアトル・マリナーズ | シアトル・マリナーズ | シアトル・マリナーズ                                                                                            | ニューヨーク・ヤンキース | ニューヨーク・ヤンキース | ニューヨーク・ヤンキース | ニューヨーク・ヤンキース | ニューヨーク・ヤンキース |
| -------------------- | -------------------- | -------------------- | -------------------- | --- | ------------------------ | ------------------------ | ------------------------ | ------------------------ | --- |
| 打順                 | 守備                 | 選手                 | 打席                 | P・アボットT・ランプキンJ・オルルドB・ブーンD・ベルM・マクレモアS・ハビアーM・キャメロンイチローE・マルティネス | 打順                     | 守備                     | 選手                     | 打席                     | R・クレメンスJ・ポサダT・マルティ · ネスA・ソリアーノS・ブロシアスD・ジーターC・ノブロックB・ウィリアムスP・オニールD・ジャスティス |
| 1                    | 右                   | イチロー             | 左                   | P・アボットT・ランプキンJ・オルルドB・ブーンD・ベルM・マクレモアS・ハビアーM・キャメロンイチローE・マルティネス | 1                        | 左                       | C・ノブロック            | 右                       | R・クレメンスJ・ポサダT・マルティ · ネスA・ソリアーノS・ブロシアスD・ジーターC・ノブロックB・ウィリアムスP・オニールD・ジャスティス |
| 2                    | 遊                   | M・マクレモア        | 両                   | P・アボットT・ランプキンJ・オルルドB・ブーンD・ベルM・マクレモアS・ハビアーM・キャメロンイチローE・マルティネス | 2                        | 遊                       | D・ジーター              | 右                       | R・クレメンスJ・ポサダT・マルティ · ネスA・ソリアーノS・ブロシアスD・ジーターC・ノブロックB・ウィリアムスP・オニールD・ジャスティス |
| 3                    | 二                   | B・ブーン            | 右                   | P・アボットT・ランプキンJ・オルルドB・ブーンD・ベルM・マクレモアS・ハビアーM・キャメロンイチローE・マルティネス | 3                        | DH                       | D・ジャスティス          | 左                       | R・クレメンスJ・ポサダT・マルティ · ネスA・ソリアーノS・ブロシアスD・ジーターC・ノブロックB・ウィリアムスP・オニールD・ジャスティス |
| 4                    | DH                   | E・マルティネス      | 右                   | P・アボットT・ランプキンJ・オルルドB・ブーンD・ベルM・マクレモアS・ハビアーM・キャメロンイチローE・マルティネス | 4                        | 中                       | B・ウィリアムス          | 両                       | R・クレメンスJ・ポサダT・マルティ · ネスA・ソリアーノS・ブロシアスD・ジーターC・ノブロックB・ウィリアムスP・オニールD・ジャスティス |
| 5                    | 一                   | J・オルルド          | 左                   | P・アボットT・ランプキンJ・オルルドB・ブーンD・ベルM・マクレモアS・ハビアーM・キャメロンイチローE・マルティネス | 5                        | 一                       | T・マルティネス          | 左                       | R・クレメンスJ・ポサダT・マルティ · ネスA・ソリアーノS・ブロシアスD・ジーターC・ノブロックB・ウィリアムスP・オニールD・ジャスティス |
| 6                    | 左                   | S・ハビアー          | 両                   | P・アボットT・ランプキンJ・オルルドB・ブーンD・ベルM・マクレモアS・ハビアーM・キャメロンイチローE・マルティネス | 6                        | 捕                       | J・ポサダ                | 両                       | R・クレメンスJ・ポサダT・マルティ · ネスA・ソリアーノS・ブロシアスD・ジーターC・ノブロックB・ウィリアムスP・オニールD・ジャスティス |
| 7                    | 中                   | M・キャメロン        | 右                   | P・アボットT・ランプキンJ・オルルドB・ブーンD・ベルM・マクレモアS・ハビアーM・キャメロンイチローE・マルティネス | 7                        | 右                       | P・オニール              | 左                       | R・クレメンスJ・ポサダT・マルティ · ネスA・ソリアーノS・ブロシアスD・ジーターC・ノブロックB・ウィリアムスP・オニールD・ジャスティス |
| 8                    | 捕                   | T・ランプキン        | 左                   | P・アボットT・ランプキンJ・オルルドB・ブーンD・ベルM・マクレモアS・ハビアーM・キャメロンイチローE・マルティネス | 8                        | 三                       | S・ブロシアス            | 右                       | R・クレメンスJ・ポサダT・マルティ · ネスA・ソリアーノS・ブロシアスD・ジーターC・ノブロックB・ウィリアムスP・オニールD・ジャスティス |
| 9                    | 三                   | D・ベル              | 右                   | P・アボットT・ランプキンJ・オルルドB・ブーンD・ベルM・マクレモアS・ハビアーM・キャメロンイチローE・マルティネス | 9                        | 二                       | A・ソリアーノ            | 右                       | R・クレメンスJ・ポサダT・マルティ · ネスA・ソリアーノS・ブロシアスD・ジーターC・ノブロックB・ウィリアムスP・オニールD・ジャスティス |
| 先発投手             | 先発投手             | 先発投手             | 投球                 | P・アボットT・ランプキンJ・オルルドB・ブーンD・ベルM・マクレモアS・ハビアーM・キャメロンイチローE・マルティネス | 先発投手                 | 先発投手                 | 先発投手                 | 投球                     | R・クレメンスJ・ポサダT・マルティ · ネスA・ソリアーノS・ブロシアスD・ジーターC・ノブロックB・ウィリアムスP・オニールD・ジャスティス |
| P・アボット          | P・アボット          | P・アボット          | 右                   | P・アボットT・ランプキンJ・オルルドB・ブーンD・ベルM・マクレモアS・ハビアーM・キャメロンイチローE・マルティネス | R・クレメンス            | R・クレメンス            | R・クレメンス            | 右                       | R・クレメンスJ・ポサダT・マルティ · ネスA・ソリアーノS・ブロシアスD・ジーターC・ノブロックB・ウィリアムスP・オニールD・ジャスティス |

### 第5戦 10月22日
- ヤンキー・スタジアム（ニューヨーク州ニューヨーク市ブロンクス区）

|                          | 1 | 2 | 3 | 4 | 5 | 6 | 7 | 8 | 9 | R  | H  | E |
| ------------------------ | - | - | - | - | - | - | - | - | - | -- | -- | - |
| シアトル・マリナーズ     | 0 | 0 | 0 | 0 | 0 | 0 | 3 | 0 | 0 | 3  | 9  | 1 |
| ニューヨーク・ヤンキース | 0 | 0 | 4 | 1 | 0 | 4 | 0 | 3 | X | 12 | 13 | 1 |

1. 勝利：アンディ・ペティット（2勝）
2. 敗戦：アーロン・シーリー（2敗）
3. 本塁打
NYY：バーニー・ウィリアムス3号2ラン、ポール・オニール2号ソロ、ティノ・マルティネス1号3ラン
4. 審判
［球審］ジョン・シュロック
［塁審］一塁: ティム・ウェルキー、二塁: エド・モンタギュー、三塁: ウォーリー・ベル
［外審］左翼: ゲイリー・シダーストロム、右翼: チャーリー・レリフォード
5. 夜間試合  試合時間: 3時間18分  観客: 5万6370人  気温: 63°F（17.2°C）
詳細: MLB.com Gameday / Baseball-Reference.com

| シアトル・マリナーズ | シアトル・マリナーズ | シアトル・マリナーズ | シアトル・マリナーズ | シアトル・マリナーズ                                                                                            | ニューヨーク・ヤンキース | ニューヨーク・ヤンキース | ニューヨーク・ヤンキース | ニューヨーク・ヤンキース | ニューヨーク・ヤンキース |
| -------------------- | -------------------- | -------------------- | -------------------- | --- | ------------------------ | ------------------------ | ------------------------ | ------------------------ | --- |
| 打順                 | 守備                 | 選手                 | 打席                 | A・シーリーD・ウィルソンJ・オルルドB・ブーンD・ベルC・ギーエンイチローM・キャメロンJ・ビューナーE・マルティネス | 打順                     | 守備                     | 選手                     | 打席                     | A・ペティットJ・ポサダT・マルティ · ネスA・ソリアーノS・ブロシアスD・ジーターC・ノブロックB・ウィリアムスP・オニールD・ジャスティス |
| 1                    | 左                   | イチロー             | 左                   | A・シーリーD・ウィルソンJ・オルルドB・ブーンD・ベルC・ギーエンイチローM・キャメロンJ・ビューナーE・マルティネス | 1                        | 左                       | C・ノブロック            | 右                       | A・ペティットJ・ポサダT・マルティ · ネスA・ソリアーノS・ブロシアスD・ジーターC・ノブロックB・ウィリアムスP・オニールD・ジャスティス |
| 2                    | 中                   | M・キャメロン        | 右                   | A・シーリーD・ウィルソンJ・オルルドB・ブーンD・ベルC・ギーエンイチローM・キャメロンJ・ビューナーE・マルティネス | 2                        | 遊                       | D・ジーター              | 右                       | A・ペティットJ・ポサダT・マルティ · ネスA・ソリアーノS・ブロシアスD・ジーターC・ノブロックB・ウィリアムスP・オニールD・ジャスティス |
| 3                    | 二                   | B・ブーン            | 右                   | A・シーリーD・ウィルソンJ・オルルドB・ブーンD・ベルC・ギーエンイチローM・キャメロンJ・ビューナーE・マルティネス | 3                        | DH                       | D・ジャスティス          | 左                       | A・ペティットJ・ポサダT・マルティ · ネスA・ソリアーノS・ブロシアスD・ジーターC・ノブロックB・ウィリアムスP・オニールD・ジャスティス |
| 4                    | DH                   | E・マルティネス      | 右                   | A・シーリーD・ウィルソンJ・オルルドB・ブーンD・ベルC・ギーエンイチローM・キャメロンJ・ビューナーE・マルティネス | 4                        | 中                       | B・ウィリアムス          | 両                       | A・ペティットJ・ポサダT・マルティ · ネスA・ソリアーノS・ブロシアスD・ジーターC・ノブロックB・ウィリアムスP・オニールD・ジャスティス |
| 5                    | 右                   | J・ビューナー        | 右                   | A・シーリーD・ウィルソンJ・オルルドB・ブーンD・ベルC・ギーエンイチローM・キャメロンJ・ビューナーE・マルティネス | 5                        | 一                       | T・マルティネス          | 左                       | A・ペティットJ・ポサダT・マルティ · ネスA・ソリアーノS・ブロシアスD・ジーターC・ノブロックB・ウィリアムスP・オニールD・ジャスティス |
| 6                    | 一                   | J・オルルド          | 左                   | A・シーリーD・ウィルソンJ・オルルドB・ブーンD・ベルC・ギーエンイチローM・キャメロンJ・ビューナーE・マルティネス | 6                        | 捕                       | J・ポサダ                | 両                       | A・ペティットJ・ポサダT・マルティ · ネスA・ソリアーノS・ブロシアスD・ジーターC・ノブロックB・ウィリアムスP・オニールD・ジャスティス |
| 7                    | 捕                   | D・ウィルソン        | 右                   | A・シーリーD・ウィルソンJ・オルルドB・ブーンD・ベルC・ギーエンイチローM・キャメロンJ・ビューナーE・マルティネス | 7                        | 右                       | P・オニール              | 左                       | A・ペティットJ・ポサダT・マルティ · ネスA・ソリアーノS・ブロシアスD・ジーターC・ノブロックB・ウィリアムスP・オニールD・ジャスティス |
| 8                    | 遊                   | C・ギーエン          | 両                   | A・シーリーD・ウィルソンJ・オルルドB・ブーンD・ベルC・ギーエンイチローM・キャメロンJ・ビューナーE・マルティネス | 8                        | 三                       | S・ブロシアス            | 右                       | A・ペティットJ・ポサダT・マルティ · ネスA・ソリアーノS・ブロシアスD・ジーターC・ノブロックB・ウィリアムスP・オニールD・ジャスティス |
| 9                    | 三                   | D・ベル              | 右                   | A・シーリーD・ウィルソンJ・オルルドB・ブーンD・ベルC・ギーエンイチローM・キャメロンJ・ビューナーE・マルティネス | 9                        | 二                       | A・ソリアーノ            | 右                       | A・ペティットJ・ポサダT・マルティ · ネスA・ソリアーノS・ブロシアスD・ジーターC・ノブロックB・ウィリアムスP・オニールD・ジャスティス |
| 先発投手             | 先発投手             | 先発投手             | 投球                 | A・シーリーD・ウィルソンJ・オルルドB・ブーンD・ベルC・ギーエンイチローM・キャメロンJ・ビューナーE・マルティネス | 先発投手                 | 先発投手                 | 先発投手                 | 投球                     | A・ペティットJ・ポサダT・マルティ · ネスA・ソリアーノS・ブロシアスD・ジーターC・ノブロックB・ウィリアムスP・オニールD・ジャスティス |
| A・シーリー          | A・シーリー          | A・シーリー          | 右                   | A・シーリーD・ウィルソンJ・オルルドB・ブーンD・ベルC・ギーエンイチローM・キャメロンJ・ビューナーE・マルティネス | A・ペティット            | A・ペティット            | A・ペティット            | 左                       | A・ペティットJ・ポサダT・マルティ · ネスA・ソリアーノS・ブロシアスD・ジーターC・ノブロックB・ウィリアムスP・オニールD・ジャスティス |